# 히키촌 (시즈오카현)
히키촌(比木村)은 시즈오카현 오가사군에 설치되었던 촌이다. 현재의 오마에자키시 히키에 해당한다.

## 역사
- 1889년 4월 1일 - 정촌제 시행에 따라  기토군 히키촌(比木村)이 발족.
- 1896년 4월 1일 - 군제 시행에 따라 소속이 오가사군으로 변경.
- 1955년 3월 31일 - 히키촌이 이케신덴정·아사히나촌·사쿠라촌·니노촌과 합병하여 하마오카정이 발족. 당일 히키촌은 폐지됨.
- 2004년 4월 1일 - 하마오카정이 하이바라군 오마에자키정과 합병하여 오마에자키시이 발족.